# Прейсс, Юргис Ионасович
Юргис Ионасович Прейсс (Ханс Рихард Пройс (Hans Preuβ), 1 сентября 1904, Кёнигсберг — 2 февраля 1984, Кемерово) — европейский и советский художник, живописец и график, зарубежный агент внешней разведки ОГПУ-НКВД СССР, член Союза художников СССР.

## Биография
Родился 1 сентября 1904 года в городе Кёнигсберг, Восточная Пруссия. Учился в Кёнигсбергской академии искусств (Kunstakademie Königsberg; 1925—1930) у художников Артура Дегнера и Рихарда Пфайффера, состоял в Коммунистической партии Германии.
В июле 1927 года познакомился с немецкой коммунисткой Гертрудой Геннис, которая работала на Коминтерн. Ханс Рихард разделял ее политические взгляды, но работать напрямую на советскую разведку он стал позже — в 1930 году. Его вербовку осуществлял разведчик Натан Пинчук, бывший партнер Г. Геннис.
В 1929 году Ханс Прейсс вместе с семью товарищами отправился в мотопробег до Москвы. По результатам турне он выступал в Кенигсберге с докладами о жизни в советской России.
Пройс и Геннис много путешествовали по Европе, попутно выполняя задания своих кураторов. В 1937 году в Париже в галерее «Bonapart» прошла его персональная выставка. Пройс работал в группе разведчика Ивана Винарова.
В 1933 году с приходом к власти НСДАП супруги уехали из Германии. Советская разведка снабдила супругов датскими паспортами, они поселились в Австрии, в с 1935 года — в Финляндии, откуда выезжали в Чехословакию, Венгрию, Болгарию, Югославию, Турцию, некоторое время жили в Швейцарии (Базель) и в Германии.
В 1939 году принимает советское гражданство, меняет имя на Юргис Ионасович и поселяется в Москве.
В 1941 году был сослан в Сибирь как лицо немецкой национальности и оказался с Гертрудой Генис, в лагере для интернированных. Через два месяца Юргис и Гертруда были освобождены. Они жили в поселке Ояш Новосибирской области, ожидая разрешения на проживание в Томске. Сестра Гертруды — Анна была обвинена в шпионаже и расстреляна в 1938 году. Другая сестра — Эрика жила в Германии, пережила нацистский концлагерь, в 1967 году приезжала в СССР.
Внучатый племянник (внук?) Гертруды Геннис — Георгий Гельмутович Геннис (род. 4 апреля 1954 года) — поэт, прозаик, переводчик.
В 1944 году, уже живя в Томске, Гертруда Геннис умерла от туберкулеза. Второй женой Пройса стала преподаватель Томского медицинского института Евгения Ивановна Гонтарь-Замотринская (1904—1960).
В 1946 году в Томске Юргис Ионасович становится членом Союза художников. В этот период господствующая идеология признавала только соцреализм, и Пройс был вынужден приспособиться:
Конечно, мне это не доставляло счастья, так как хотели иметь не живопись, а цветные масляные картины в самом плохом смысле, во вкусе Сталина. Позднее я научился делать такой китч, потому что нужно было жить.
1947 году Пройс был в командировке в Германии. В 1949 году — в творческой командировке в Латвию, в Доме художников в Дзинтари, во время которой он познакомился с художницей Арией Димзе (1919—1997), дочерью Р. И. Берзина. Сохранились взаимные портреты художников. Работа Пройса «Портрет Арии» находится в Кемеровском областном музее изобразительных искусств.
В 1960 году Пройс женится на Любови Ивановне Бирюковой.
В 1960-е и в начале 1970 годов он смог побывать в Калининграде, приезжал в ГДР.
Скончался 2 февраля 1984 года в городе Кемерово.
Дочь Л. И. Бирюковой, Людмила Алексеевна Бирюкова — хранительница наследия Юргиса Ионасовича передала более 30 его работ в собрание Кемеровского областного музея изобразительных искусств.
9 августа 2024 года в Калининградском музее изобразительных искусств открылась выставка «Ганс Прейсс: немецкий художник и советский разведчик».